# 狭叶吊灯花
狭叶吊灯花（学名：Ceropegia stenophylla）为夹竹桃科吊灯花属的植物，其种加词“stenophylla”意为“窄叶的”。中国特有植物。分布于中国大陆的四川等地，生长于海拔1,900米至2,600米的地区，一般生于山地林中，目前尚未由人工引种栽培。
现接受名为长叶吊灯花中华变种（Ceropegia longifolia subsp. sinensis H.Huber）。